# بل كوفمان
بل كوفمان (بالإنجليزية: Bel Kaufman)‏ (10 مايو 1911، برلين في ألمانيا - 25 يوليو 2014، نيويورك في الولايات المتحدة)؛ أستاذة جامعية، كاتِبة وروائية أمريكية.

## الجوائز
- رابطة مكافحة التشهير

## روابط خارجية
- بل كوفمان على موقع IMDb (الإنجليزية)
- بل كوفمان على موقع ميوزك برينز (الإنجليزية)
- بل كوفمان على موقع كينوبويسك (الروسية)